# Diskuskastning för damer i friidrott vid olympiska sommarspelen 1976
Damernas diskuskastning vid olympiska sommarspelen 1976 i Montréal avgjordes den 28-29 juli. 

## Medaljörer
| Gren           | Guld                         | Guld    | Silver                    | Silver  | Brons                           | Brons   |
| Diskuskastning | Evelin Schlaak · Östtyskland | 69,00 m | Maria Vergova · Bulgarien | 67,30 m | Gabriele Hinzmann · Östtyskland | 66,84 m |

## Resultat

### Final
| Plats | Kastare                   | Längd (m) |
| ----- | ------------------------- | --------- |
| 1     | Evelin Schlaak (GDR)      | 69,00 OR  |
| 2     | Maria Vergova (BUL)       | 67,30     |
| 3     | Gabriele Hinzmann (GDR)   | 66,84     |
| 4     | Faina Melnik (URS)        | 66,40     |
| 5     | Sabine Engel (GDR)        | 65,88     |
| 6     | Argentina Menis (ROU)     | 65,38     |
| 7     | Maria Betancourt (CUB)    | 63,86     |
| 8     | Natalja Gorbatsjova (URS) | 63,46     |